# Rùm
 (août 2025).
Si vous disposez d'ouvrages ou d'articles de référence ou si vous connaissez des sites web de qualité traitant du thème abordé ici, merci de compléter l'article en donnant les références utiles à sa vérifiabilité et en les liant à la section « Notes et références ».
Pour les articles homonymes, voir Rum.
Rùm est une île faisant partie du groupe des Small Isles qui appartiennent à l'archipel des Hébrides intérieures en Écosse. Rùm est située dans la mer des Hébrides et fait partie du Council area des Highland. Rùm est la plus grande île des Small Isles.

## Géographie
Rùm fait partie du comté de Lochaber.
Rùm est situé entre l'île de Canna et l'île d'Eigg dont elle est séparée par le détroit de Rùm.
Les collines au centre de l'île, les Cuillin, sont habituellement appelées Rùm Cuillin pour ne pas les confondre avec les Cuillin de Skye.
Ces collines sont couvertes de crêtes rocheuses qui rappellent celles de Skye et sont divisées en deux massifs séparés par des rivières :
- au Sud-Est se trouvent les sommets d'Askival (le plus haut de l'île avec 810 mètres) et d'Ainshval (778 mètres).
- à l'Ouest se trouve le sommet d'Orval (570 mètres).

Le village principal est Kinloch situé sur la côte Est au fond d'une baie. Des liaisons maritimes existent entre les quatre îles des Small Isles et Mallaig en Écosse.
Deux autres villages sont reliés entre eux et à Kinloch par des chemins passant à l'intérieur de l'île : Kilmory sur la côte Nord et Harris sur la côte Sud-Ouest.

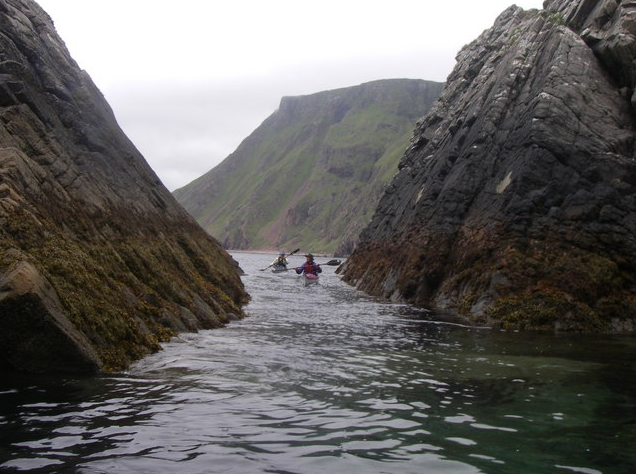
Bloodstone Hill.
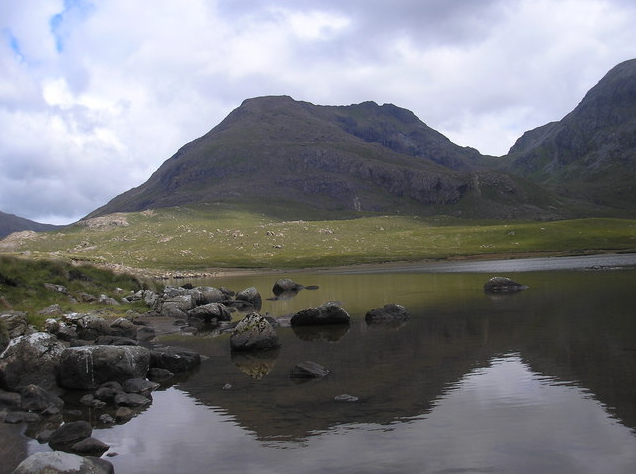
Le loch Fiachanis.

## Histoire
Rùm fut le fief du clan Maclean.
En 1826, la population fut évacuée pour permettre l'élevage de moutons. Sur les 450 habitants, 300 ont émigré au Canada et 100 les suivirent l'année suivante.
Mais l'échec de l'élevage sur cette île fit qu'elle passa aux mains de la marquise de Salisbury dans les années 1840 qui l'a consacrée au sport.
Malgré la présence de quelques moutons, les cerfs élaphes qui avaient disparu de l'île au XVIIIe siècle furent réintroduits.
Après le passage de nombreux propriétaires, l'île fut vendue à la fin des années 1870 à John Bullough, un millionnaire ayant fait fortune dans la manufacture de coton en Angleterre. Entre 1897et 1900, il fit construire le château de Kinloch avec du grès rouge en employant une centaine de personnes et créa des activités de loisir : golf, base de voiliers, cours de squash, serre, ferme de tortues, etc.
Il changea également l'orthographe en "Rhum" car il trouvait incongru de porter le titre de « Lord of Rum », Rum étant l'orthographe anglaise de la boisson alcoolisée.
En 1957, l'île fut achetée par le gouvernement écossais qui la transforma en réserve naturelle. Elle sert notamment de lieu d'études des cerfs élaphes menées par Tim Clutton-Brock qui effectua une avancée considérable dans les domaines de la sociobiologie et de l'éthologie comportementale, ce qui permit d'élaborer la théorie de la stratégie évolutionnairement stable.
Rùm a acquis une certaine notoriété lorsqu'en 1999 est sorti le livre A Rum Affair de Karl Sabbagh dénonçant la fraude scientifique du botaniste John William Heslop-Harrison qui avait introduit subrepticement sur l'île des espèces végétales dans le but de démontrer sa théorie selon laquelle les Hébrides auraient été épargnées par les glaciations.
Durant l'été 2002, une émission de télé-réalité intitulée « Escape from Experiment Island » fut tournée sur l'île. Durant six épisodes produits par la BBC et Discovery Channel, 36 américains avaient pour défi de construire un véhicule capable de leur faire quitter l'île.

## Référence
- (en) Cet article est partiellement ou en totalité issu de l’article de Wikipédia en anglais intitulé « Rùm » (voir la liste des auteurs).

1. ↑  (en) Karl Sabbagh, A Rum Affair, London, Allen Lane, 1999, 276 p.